# Patrik Hrošovský
Patrik Hrošovský (Bojnice, 22 april 1992) is een Slowaaks profvoetballer die als middenvelder speelt. Hij verruilde in 2019 Viktoria Pilsen voor KRC Genk. In 2014 debuteerde hij voor het Slowaaks voetbalelftal.

## Clubcarrière

### Jeugd en begin profcarrière
Hrošovský begon op 6-jarige leeftijd met voetballen bij FC Baník Horná Nitra een club uit Prievidza, hij maakte hier 9 jaar deel uit van de jeugdwerking waarna hij in 2007 de overstap maakte naar AAC Trenčín. In 2009 haalde de Tsjechische eersteklasser FC Viktoria Pilsen de toen 17-jarige Hrošovský hier weg. Op 12 november 2011 mocht hij debuteren in het eerste elftal van de club in de bekerwedstrijd tegen FK Baník Sokolov. Met het oog op meer speelminuten werd beslist om hem in januari 2012 een half seizoen uit te lenen aan tweedeklasser FK Baník Sokolov, hij kwam hier in 13 wedstrijden in actie. In het daaropvolgende seizoen werd Hrošovský opnieuw uitgeleend, ditmaal aan FK Ústí nad Labem. Hier groeide hij uit tot een absolute basisspeler, hij kwam in het volledige seizoen in 28 competitiewedstrijden in actie waarin hij ook 3 keer wist te scoren. Door deze goede prestaties besloot Viktoria Pilsen hem een seizoen later uit te lenen aan eersteklasser SC Znojmo zodat ze hem ook eens op een hoger niveau bezig konden zien. Ook hier slaagde Hrošovský erin belangrijk te zijn voor zijn club, tot de winterstop kwam hij in 14 competitiewedstrijden in actie waarin hij ook 4 keer het net wist te vinden.

### FC Viktoria Pilsen
In de winterstop van het seizoen 2013/2014 besloot moederclub FC Viktoria Pilsen om Hrošovský vervroegd terug te halen omwille van zijn uitstekende prestaties tijdens zijn uitleenbeurt. Hij wist vrijwel meteen een basisplaats af te dwingen, met zijn club werd hij in 2015, 2016 en 2019 landskampioen van Tsjechië. Daarnaast veroverde hij in 2015 ook de Tsjechische beker met Viktoria Pilsen. In het seizoen 2018/2019 kwam hij met zijn club uit in de UEFA Champions League, op 23 oktober 2018 mocht hij starten in de poulewedstrijd tegen Real Madrid CF. in de 78ste minuut, bij een 2-0 achterstand, wist Hrošovský de aansluitingstreffer te scoren in het Estadio Santiago Bernabéu. Bij deze eindstand bleef het echter waardoor de wedstrijd dus verloren ging.

### KRC Genk
In juli 2019 maakte de Belgische eersteklasser KRC Genk bekend dat Hrošovský bij hen een contract had ondertekend tot de zomer van 2024. Hij debuteerde op 23 augustus 2019 in de gewonnen thuiswedstrijd tegen RSC Anderlecht, Hrošovský mocht na 73 minuten invallen voor Jakub Piotrowski. Op 1 februari 2020 scoorde hij zijn eerste doelpunt voor Genk in de thuiswedstrijd tegen Sporting Charleroi, deze goal was meteen goed voor een zuinige 1-0 overwinning. In april 2021 won hij met Genk de Beker van België door in de finale Standard Luik met 1-2 te verslaan. Hrošovský stond in deze finale de volle 90 minuten tussen de lijnen.

## Interlandcarrière
In 2014 debuteerde Hrošovský in het Slowaaks voetbalelftal, hij startte in de basis in de oefeninterland tegen Finland. Na 59 minuten werd hij gewisseld voor Filip Kiss. Slowakije zou deze interland uiteindelijk winnen met een 2-1 eindstand. Hij maakte deel uit van de Slowaakse selectie op het Europees kampioenschap voetbal 2016. In juni-juli 2021 nam Hrošovský met Slowakije deel aan het Europees kampioenschap voetbal 2020. Hrošovský werd op 7 juni 2024 door bondscoach Francesco Calzona opgenomen in de Slowaakse selectie voor het EK 2024 in Duitsland. Slowakije eindigde als derde in een groep met Roemenië, België en Oekraïne, waarna het in de achtste finales na een verlenging met 2–1 verloor van Engeland. Hrošovský kwam op het toernooi niet in actie.

## Palmares
| Competitie               |                 |                           |                 |                 |
| Competitie               | Aantal          | Jaren                     |                 |                 |
| Viktoria Pilsen          | Viktoria Pilsen | Viktoria Pilsen           | Viktoria Pilsen | Viktoria Pilsen |
| ------------------------ | --------------- | ------------------------- | --------------- | --------------- |
| Tsjechisch kampioen      | 3x              | 2014/15, 2015/16, 2017/18 |                 |                 |
| Tsjechische bekerwinnaar | 1x              | 2014/15                   |                 |                 |
| KRC Genk                 |                 |                           |                 |                 |
| Beker van België         | 1×              | 2020/21                   |                 |                 |